# Мыслино (посёлок при железнодорожной станции)
Мыслино — посёлок при железнодорожной станции в Усадищенском сельском поселении Волховского района Ленинградской области.

## История

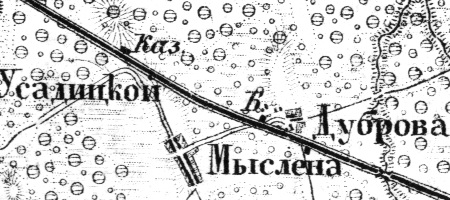
Земли посёлка Мыслино на карте 1915 года

Согласно военно-топографической карте Петроградской и Новгородской губерний издания 1915 года на месте современного посёлка находились казармы железнодорожных рабочих.
Согласно данным переписи населения СССР 1926 года на разъезде Мыслино Мурманской ж. д. Усадищского сельсовета Пролетарской волости Волховского уезда проживали 28 человек — большинство русские, а также поляки.
По данным 1966, 1973 и 1990 годов посёлок при станции Мыслино входил в состав Усадищенского сельсовета.
В 1997 году в посёлке при станции Мыслино Усадищенской волости проживал 31 человек, в 2002 году — 33 человека (русские — 97 %).
В 2007 году в посёлке при станции Мыслино Усадищенского СП — 30 человек.

## География
Посёлок расположен в южной части района у станции Мыслино на железнодорожной линии Волховстрой I — Вологда I.
Посёлок находится близ автодороги 41К-057 (Ульяшево — Подвязье — Мыслино), в месте примыкания к ней автодороги 41К-060 (Мыслино — Дуброво — Зеленец).
Расстояние до административного центра поселения — 4 км.
К северу от посёлка протекает один из безымянных притоков реки Полона.

## Демография
| 1997 | 2007 | 2010 | 2017 |
| ---- | ---- | ---- | ---- |
| 31   | ↘30  | ↘11  | ↗39  |

### Национальный состав
Согласно данным Всероссийской переписи населения 2021 года в деревне проживали 31 человек, из них:
 русские — 1 человек, остальные национальность не указали.